# ناحیه کرمنه
ناحیه کرمنه (به ازبکی: Karmana tumani، کرمنه تومنی) یک ناحیه در ازبکستان است که در ولایت نوایی واقع شده‌است. ناحیه نوایی ۹۴٬۴۷۳ نفر جمعیت دارد.